# Nahverkehr im Landkreis Kitzingen
Im Landkreis Kitzingen werden im Rahmen des Öffentliche Personennahverkehrs (kurz: ÖPNV) verschiedene Leistungen im Schienen- und Omnibus-Verkehr angeboten.
Der Kreis Kitzingen gehört zwei Verkehrsverbünden an. Dem Nahverkehr Mainfranken (kurz: NVM) gehört er bereits seit dessen Gründung an, ebenso wie seinem Vorgänger, dem Verkehrsverbund Mainfranken. An den Verkehrsverbund Großraum Nürnberg erfolgte zunächst eine schrittweise Anbindung. Seit Anfang 2017 können alle öffentlichen Busse und Bahnen im Landkreis auch mit Tickets des VGN genutzt werden.
Der ÖPNV innerhalb der Stadt Kitzingen wird mit Anrufsammeltaxis bedient. Anstelle des regionalen Omnibusverkehrs werden, insbesondere am Wochenende, Taxis im Linienverkehr eingesetzt.

## Eisenbahnverkehr
Für den Bahnverkehr des Landkreises sind insgesamt drei Hauptverkehrsadern von entscheidender Bedeutung. Alle Trassen weisen, sowohl im Personen- als auch im Güterverkehr eine hohe Verkehrsdichte auf und sind folglich zu jeder Tag- und Nachtzeit stark frequentiert. Das gilt insbesondere für die Strecken Fürth–Würzburg und Treuchtlingen–Würzburg. Die dritte wichtige Bahntrasse ist die Bahnstrecke Bamberg–Rottendorf, welche im Landkreis Kitzingen selbst keinen Bahnhof hat.
Der Nahverkehr im Landkreis Kitzingen wird von der DB Regio Franken unter dem Namen Mainfrankenbahn gefahren. Bei den meisten Zugfahrten kommen die modernen Elektro-Triebfahrzeuge vom Typ Alstom Coradia Continental der Mainfrankenbahn zum Einsatz. Vereinzelt sind aber auch Doppelstockwagen der Bauart DBbzf 76 sowie weitere Fahrzeugtypen anzutreffen.

### Hauptstrecke Würzburg-Nürnberg (KBS 805)
Die Strecke Fürth–Würzburg ist die wohl am stärksten frequentierte Bahnstrecke des Landkreises. Neben Nahverkehrszügen wird die Strecke auch von zahlreichen Zügen des Fern- und Güterverkehrs befahren, was Tag wie Nacht für eine sehr hohe Auslastung sorgt.
Im Nahverkehr verkehrt werktags zwischen 5 Uhr und 1 Uhr nachts in etwa stündlich je Fahrtrichtung ein Regional-Express zwischen Würzburg und Nürnberg. Am Anfang und am Ende des genannten Intervalls variiert dieses Angebot jedoch. So startet die erste Regionalbahn um kurz nach 5 Uhr erst in Kitzingen (statt Nürnberg) ihre Fahrt. Ebenso endet die letzte Regionalbahn ab Würzburg gegen 1 Uhr in Kitzingen und fährt im Anschluss leer nach Würzburg zurück.
Unterstützend zu den stündlichen Regional-Express-Zügen fahren von Montag bis Freitag, zu den Hauptverkehrszeiten, Pendelzüge zwischen Würzburg und Kitzingen, um so einen halbstündlichen Taktverkehr zu schaffen.

### Hauptstrecke Würzburg-Treuchtlingen (KBS 920)
Auf der Hauptstrecke Treuchtlingen–Würzburg verkehren im Nahverkehr werktags zwischen 4:30 Uhr (sonntags ab 5:30 Uhr) und 0:30 Uhr Regionalbahnen in einem annähernden Stundentakt. Der letzte Zug nach Mitternacht ab Würzburg Hbf verkehrt allerdings nur bis nach Marktbreit. In Richtung Würzburg fährt der erste Zug jeweils zu einem späteren Zeitpunkt als in die Gegenrichtung.
Von Montag bis Freitag fahren, zu Zeiten mit hohem Fahrgastaufkommen, ergänzend Pendelzüge zwischen Würzburg und Marktbreit, wodurch hier ein in etwa halbstündlicher Takt zu Stande kommt.
Neben den beschriebenen Verkehrsleistungen wird die Strecke Tag und Nacht auch von zahlreichen Fern- und Güterzügen befahren.

### Hauptstrecke Würzburg-Bamberg (KBS 810)
Wenngleich die Kursbuchstrecke 810 zwischen Würzburg und Bamberg keinen Haltepunkt im Landkreis hat, ist sie für den Nahverkehr dennoch von Bedeutung.
Am Bahnhof Rottendorf besteht für Fahrgäste aus Kitzingen eine Umsteigemöglichkeit in Richtung Schweinfurt und Bamberg. Selbiges gilt für die umgekehrte Fahrtrichtung.

### Bahnhöfe/Haltepunkte im Landkreis (Taktverkehr)
Im Landkreis Kitzingen werden folgende Bahnhöfe und Haltepunkte im Takt bedient:
- Kitzingen Bahnhof (KBS 805)
- Iphofen (KBS 805)
- Buchbrunn-Mainstockheim (KBS 805)
- Dettelbach Bahnhof (KBS 805)
- Marktbreit (KBS 920)

### Linienübersicht (Bahnverkehr)
Im Folgenden eine Aufstellung aller Linien:
| RE 805 | Würzburg – Kitzingen – Neustadt an der Aisch – Fürth – Nürnberg | Regionalexpress, stündlich; |
| RB 810 | Würzburg – Schweinfurt – Haßfurt – Bamberg                      | Regionalbahn, stündlich     |
| RB 920 | Würzburg – Ochsenfurt – Marktbreit – Ansbach – Treuchtlingen    | Regionalbahn, stündlich     |

## Busverkehr

### Regionalbuslinien
Stand August 2018 verkehren folgende Buslinien innerhalb des Landkreises Kitzingen.
- 100 Kitzingen Bahnhof – Innopark (und zurück)
- 167 Scheinfeld – Oberscheinfeld – Geiselwind (VGN-Linie)
- 555 Marktbreit / Frickenhausen – Würzburg
- 992 Buchfeld – Schlüsselfeld – Ilmenau – Ebrach (VGN-Linie)
- 999 (Wiesentheid) – Wasserberndorf – Geiselwind – Ebrach
- 8101 Kitzingen – Rottendorf – Würzburg
- 8103 AST (Anrufsammeltaxi) – Stadtverkehr Kitzingen
- 8105 (Würzburg) – Kürnach – Volkach
- 8107 Kitzingen – Hüttenheim – Iphofen – (Scheinfeld)
- 8108 Nordheim am Main – Dettelbach Bhf. – Würzburg
- 8110 Kitzingen – Schwarzach / Dettelbach – Volkach
- 8111 Kitzingen – Wiesentheid – Geiselwind
- 8112 Kitzingen – Marktbreit – Ochsenfurt
- 8112 R Ringverkehr Marktbreit (Marktbreit & Ortsteile)
- 8115 Castell – Münsterschwarzach – Dettelbach
- 8116 Oberpleichfeld – Dettelbach
- 8137 Volkach – Schweinfurt
- 8150 Kitzingen – Großlangheim – Wiesentheid
- 8217 Wiesentheid – Prichsenstadt – Gerolzhofen
- 8285 Geesdorf – Gerolzhofen
- 8286 Kitzingen – Mainstockheim – Dettelbach
- 8287 Volkach – Wiesentheid
- 8289 Kitzingen – Mainsondheim (auch im Fahrplan der Linie 8110 enthalten)

### Bürgerbusse
Folgende Orte im Landkreis haben (Stand August 2018) Bürgerbusse eingerichtet:
- Volkach
- Seinsheim / Martinsheim

Auch in anderen Städte und Gemeinden gab es bereits entsprechende Angebote, welche – meist aufgrund mangelnder Inanspruchnahme – inzwischen wieder aufgegeben wurden.

## Taxiverkehr
Der Taxiverkehr ist ebenfalls ein Teil des Öffentlichen Personennahverkehrs.

### Allgemein
Im Landkreis Kitzingen gibt es zahlreiche Taxiunternehmen, wovon der überwiegende Teil seinen Sitz in der Stadt Kitzingen hat. In Kitzingen selbst gibt es zwei Taxi-Vereine, in denen sich die örtlichen Taxibetriebe zusammengeschlossen haben. Weitere Taxiunternehmen gibt es u. a. in Volkach, Dettelbach, Marktbreit und Geiselwind.

### Anrufsammeltaxi (Stadt Kitzingen)
Für den Stadtverkehr innerhalb von Kitzingen werden Anrufsammeltaxis eingesetzt, die zu festen Abfahrtszeiten an eine Vielzahl von Haltestellen bestellt werden können. Die Bestellung muss spätestens 30 Minuten vor Abfahrtszeit bei der Kitzingen Funk-Taxi-Zentrale eingegangen sein.
Der Ausstiegspunkt kann innerhalb des Stadtgebiets beliebig gewählt werden. Das Stadtgebiet umfasst dabei, neben der Innenstadt von Kitzingen, auch sämtliche Ortsteile innerhalb der städtischen Gemarkung.

### Taxis im Linienverkehr
Auf den meisten Buslinien werden, in erster Linie zu verkehrsarmen Uhrzeiten, Anruflinientaxis angeboten. Man muss die Fahrt spätestens 60 Minuten vor Fahrtantritt bei dem befördernden Taxiunternehmen anmelden. Ansonsten sind die Bedingungen die gleichen, wie im Stadtverkehr der Stadt Kitzingen.
In den Aushangfahrplänen bzw. im Kreisfahrplan sind AST-Fahrten entweder durch ein Telefonsymbol oder durch das Kürzel "AST" im Kopf gekennzeichnet. Weiterhin findet man im Fahrplan auch die Rufnummer des befördernden Taxiunternehmens.

## Weitere Wikipedia-Artikel

### Verkehrsverbünde & -unternehmen
- Nahverkehr Mainfranken (NVM)
- Verkehrsverbund Großraum Nürnberg (VGN)
- Deutsche Bahn
- Omnibusverkehr Franken

### Bahnstrecken
- Bahnstrecke Fürth–Würzburg
- Bahnstrecke Treuchtlingen–Würzburg
- Bahnstrecke Bamberg–Rottendorf